# جیمز هیندمن (هنرپیشه)
جیمز هیندمن (انگلیسی: James Hyndman؛ زادهٔ ۲۳ آوریل ۱۹۶۲ در بن، آلمان غربی)؛ یک بازیگر فیلم و تلویزیون اهل کانادا است. از فیلم‌هایی که وی در آن به ایفای نقش پرداخته است می‌توان به فیلم ال دورادو و بوریس بدون بئاتریس اشاره کرد. فیلم اخیر در شصت و ششمین دورهٔ جشنواره بین‌المللی فیلم برلین به نمایش درآمد و برای رقابت اصلی جوایز خرس طلایی و خرس نقره‌ای انتخاب شد.